# Wappen von Montreal
Das Wappen von Montreal besteht in seiner heutigen Form seit 1938. Es löste eine ältere Version aus dem Jahr 1833 ab, die von Jacques Viger, dem ersten Bürgermeister der Stadt, entworfen worden war. Heute wird es überwiegend für zeremonielle Zwecke verwendet, für den alltäglichen Gebrauch im behördlichen Verkehr gibt es seit 1981 ein stilisiertes Logo.

## Beschreibung
Der unten spitz zulaufende und von einem grünen Kranz aus Ahornblättern umgebene Wappenschild wird durch ein breites rotes Kreuz in vier silberne Felder unterteilt. Diese enthalten Blumensymbole, die für die wichtigsten historischen Bevölkerungsgruppen Montreals stehen: Eine blaue Fleur-de-Lys der Bourbonen repräsentiert die Franzosen bzw. Frankokanadier, eine rote Rose des Hauses Lancaster die Engländer, eine purpurne Distel die Schotten und ein grüner dreiblättriger Shamrock die Iren. Die Weymouth-Kiefer im Zentrum des Wappens repräsentiert die fünf Stämme der Irokesen-Konföderation. Ein Kanadischer Biber dient als Helmzier, auf einem Spruchband steht das Stadtmotto Concordia salus („Wohlergehen durch Harmonie“).

## Geschichte

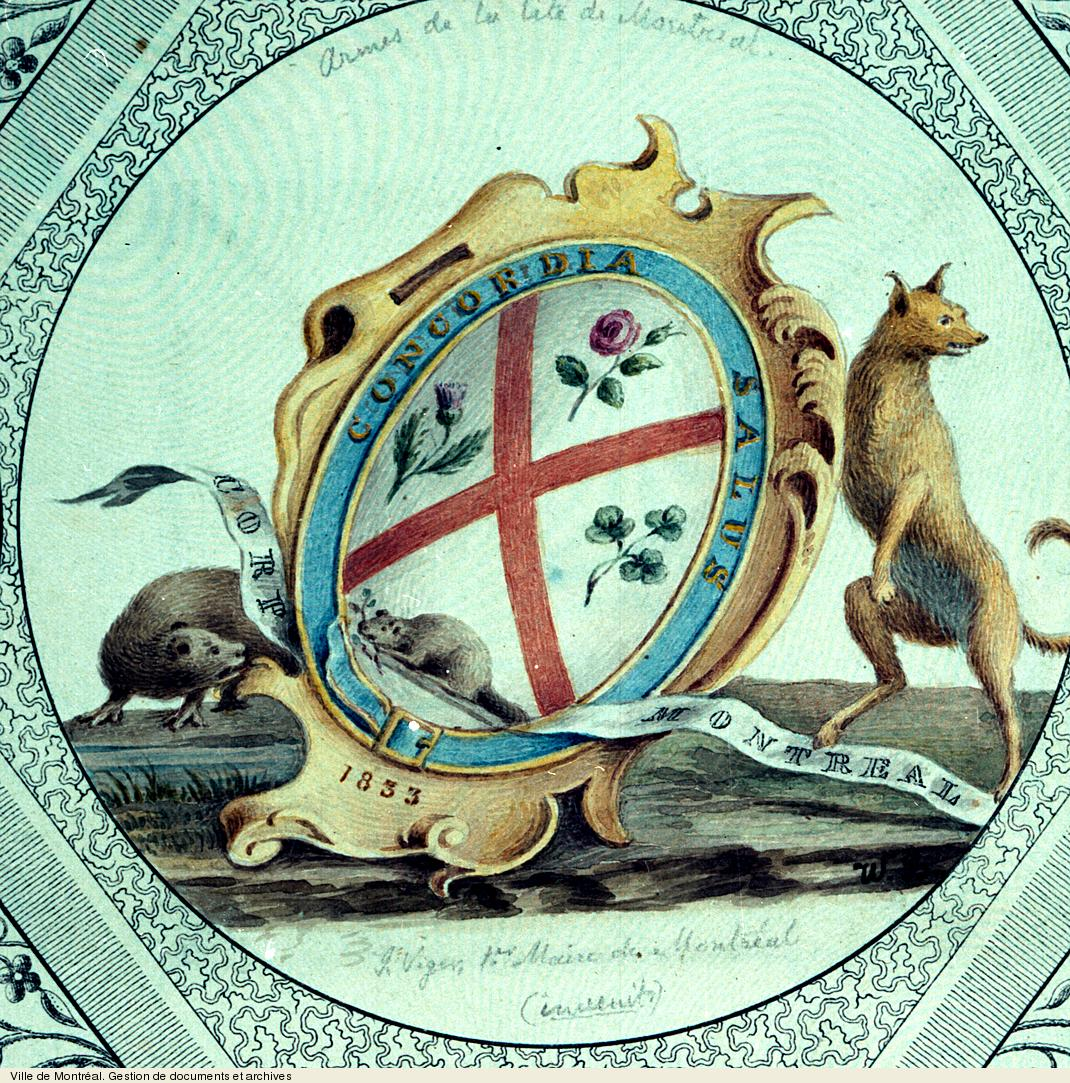
Wappen von 1833

Das erste Wappen der Stadt wurde von Jacques Viger entworfen und 1833 durch den Stadtrat genehmigt. Es zeigte auf einem silbernen Wappenschild ein rotes Andreaskreuz. Auf den Feldern dazwischen waren Symbole der vier Bevölkerungsgruppen abgebildet. Oben die rote Rose der Engländer, links (heraldisch rechts) die Distel der Schotten, rechts (heraldisch links) der Shamrock der Iren. Im unteren Feld repräsentierte ein Biber die Franzosen, die das Gebiet ursprünglich besiedelt hatten und mit Pelzen handelten.
1938 forderte der Stadtrat eine Anpassung des Wappens, um die Bevölkerung Montreals besser abzubilden. Das Andreaskreuz wurde durch ein Kreuz ersetzt, das damals sowohl für Georgskreuz Englands stehen konnte als auch für die christlichen Werte jener französischen Katholiken, die 1642 die Missionssiedlung Ville-Marie gegründet hatten. Der Biber war inzwischen ein Symbol für ganz Montreal und den Fleiß der Stadtbewohner geworden, er symbolisierte somit nicht mehr allein den frankokanadischen Bevölkerungsteil. An seine Stelle trat die Fleur-de-lys als Symbol der Nachkommen der ursprünglichen französischen Siedler.
Die die Ureinwohner repräsentierende Kiefer wurde im September 2017 hinzugefügt.

## Logo

Logo der Stadt Montreal

Im Bestreben, ihr Erscheinungsbild zu modernisieren, führte die Stadt Montreal im Jahr 1981 für den alltäglichen Behördenverkehr ein Logo ein, während das Wappen seither für formelle Anlässe und Zeremonien vorbehalten bleibt. Das Logo besteht aus dem Namen der Stadt in der französischen Schreibweise mit Akut (auch für englischsprachige Dokumente), die Buchstaben sind in der von Otl Aicher entworfenen Hybridschriftart Rotis geschrieben. Am rechten Rand befindet sich eine stilisierte Rosette, die aus vier Herzen zusammengesetzt ist. Für Druckzwecke existieren Varianten mit abweichenden Farben.